# 奥尔图埃利亚
奥尔图埃利亚，是西班牙巴斯克自治区比斯开省的一个市镇。总面积8平方公里，总人口8684人（2001年），人口密度1086人/平方公里。